# Monestir de Dealu
El monestir de Dealu és un monestir del segle xv situat al comtat de Dâmboviţa, Romania, situat a 6 km al nord de Târgovişte.
L'església del monestir està dedicada a Sant Nicolau.

## Necròpolis
El nàrtex del monestir de Dealu és considerat un dels espais funeraris més grans del país, on hi ha enterrats diversos voivodes, prínceps i clergues. Per ordre cronològic, els enterrats al monestir de Dealu són:
- Vlad II Dracul (vers 1390–1447), príncep de Valàquia
- Vladislav II (m. 1456), príncep de Valàquia
- Radu IV cel Mare (1467-1508), príncep de Valàquia
- Vlad V cel Tânăr (1488-1512), príncep de Valàquia
- Radu VI Bădica (m. 1524), príncep de Valàquia
- Vlad VII Înecatul (m. 1532), príncep de Valàquia
- Cap de Mihai Viteazul (1558-1601), príncep de Valàquia[3]
- Mihail Movilă (m. 1608), príncep de Moldàvia